# Lophura nycthemera

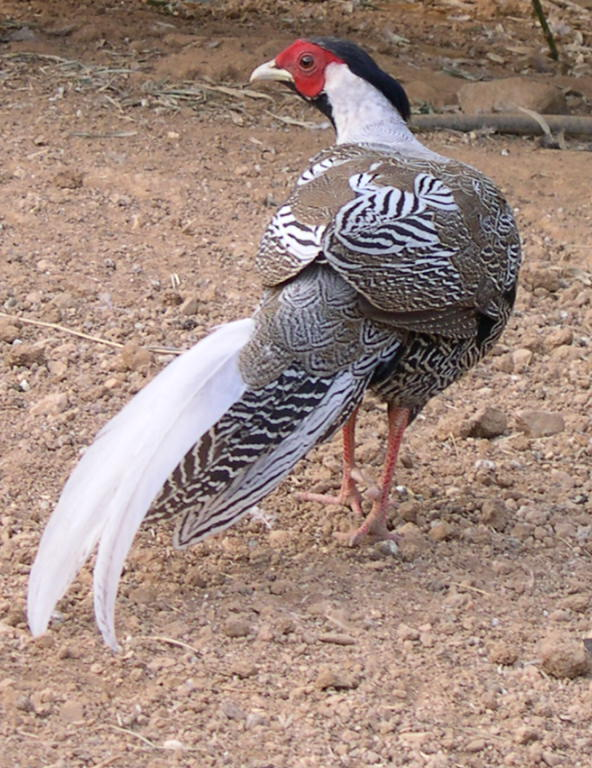
Fagiano argentato in cattività. Notare le macchie brune, tipiche dei maschi sub-adulti.

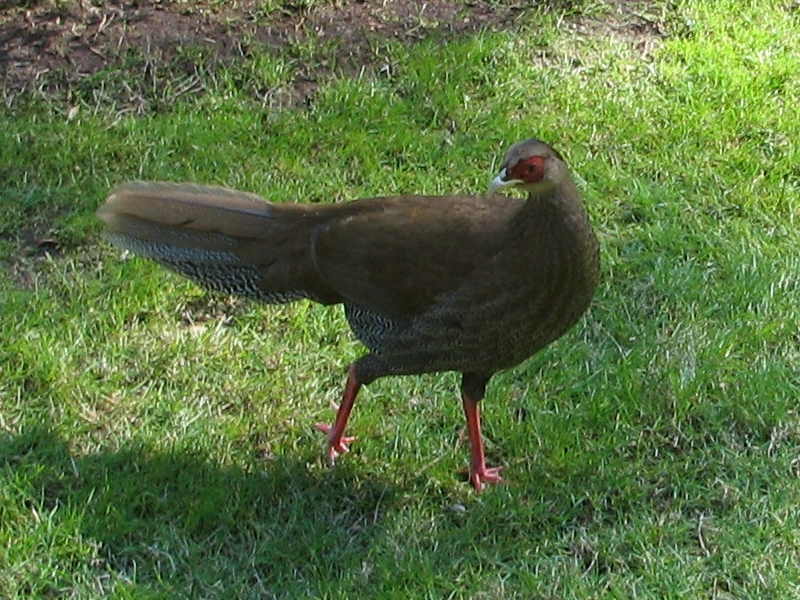
Una femmina.

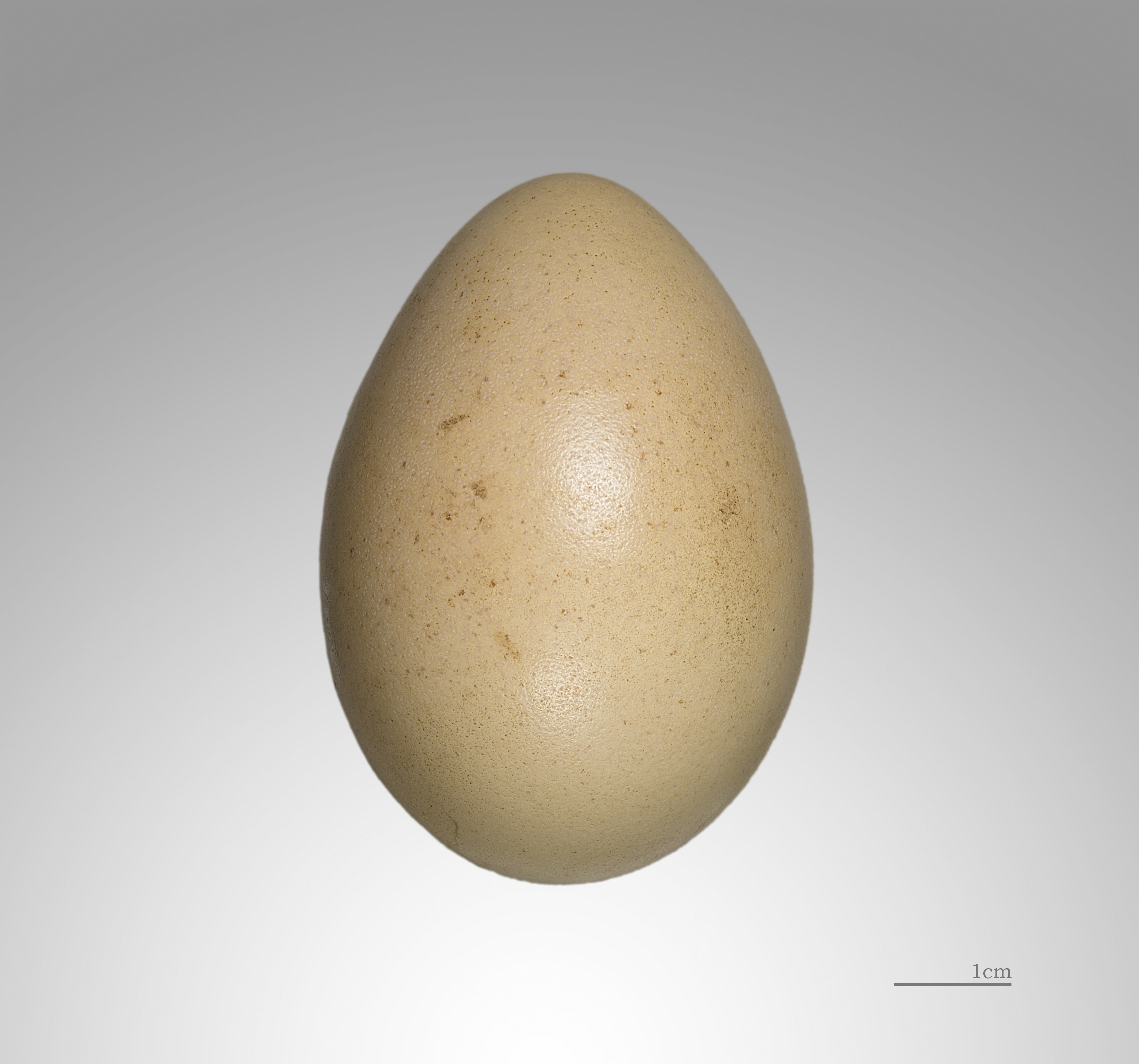
Uovo (Museo di storia naturale di Tolosa).

Il fagiano argentato (Lophura nycthemera (Linnaeus, 1758)) è un uccello della famiglia dei Fasianidi originario del Sud-est asiatico.

## Descrizione

### Dimensioni
È un fagiano di dimensioni relativamente grandi, ed i maschi delle sottospecie maggiori presentano una lunghezza totale di 120-125 cm, compresa una coda che può misurare fino a 75 cm, mentre i maschi delle sottospecie più piccole raggiungono a malapena i 70 cm di lunghezza totale, compresa una coda di circa 30 cm. Il peso dei maschi può oscillare tra i 1130 ed i 2000 g. Le femmine di tutte le sottospecie sono notevolmente più piccole dei rispettivi compagni, e presentano una lunghezza totale di 55-90 cm, compresa una coda di 24-32 cm. Il loro peso si aggira sui 1000-1300 g.

### Aspetto
Il fagiano argentato possiede una lunga cresta che ricade in gran parte sulla nuca ed un mento ed una gola neri che proseguono con un ventre di colore blu-nero brillante. Le regioni superiori del corpo sono interamente bianche, striate di nero sui fianchi. La coda, molto lunga e bianca, è parzialmente striata di nero. Una delle sue caratteristiche più notevoli sono le caruncole facciali di colore rosso vivo che costituiscono uno degli attributi essenziali della parata nuziale. I fagiani argentati acquisiscono totalmente il loro sgargiante piumaggio solamente nel corso del secondo anno di età. I maschi di un anno presentano spesso numerose macchie nere sul petto, mentre il resto del loro corpo è ricoperto da una livrea bruna con strisce di colore grigio chiaro. Le femmine presentano una colorazione generale bruno-oliva. Le striature ventrali variano da un esemplare all'altro ed è estremamente raro trovare due femmine dall'aspetto simile. Le caruncole facciali sono più ridotte e di colore più chiaro. Il becco è grigio e le zampe sono rosse. Gli esemplari immaturi somigliano molto alle femmine, ma presentano spesso colori più chiari o sbiaditi.

### Voce
All'interno di gruppi molto chiassosi i maschi emettono dei fischi deboli e talvolta dei risolini striduli. La femmina può lanciare un forte woof.

## Biologia
Sebbene talvolta si possano costituire compagnie molto numerose, il gruppo sociale standard è formato generalmente da un maschio e da due a cinque femmine. Questo gruppo rimane unito in qualsiasi periodo dell'anno. Dopo la schiusa delle uova, le femmine e i pulcini si ricongiungono al gruppo familiare nel giro di due settimane. In linea di massima, il maschio non prende parte né all'incubazione né all'educazione dei giovani, ma è in grado di prendersi carico di un gruppo di pulcini e di sostituirsi alla madre in caso di scomparsa di una delle femmine. Piuttosto socievole rispetto ad altri membri del suo genere, il maschio è battagliero e abbastanza aggressivo nei confronti di altre categorie di uccelli che si avvicinano al gruppo.

### Alimentazione
Il fagiano argentato è onnivoro ed ha una dieta particolarmente diversificata. Si nutre principalmente di frutti, semi, bacche, gemme, giovani foglie, germogli, bulbi e tuberi. Tuttavia consuma allo stesso modo anche varie sostanze di origine animale: insetti, vermi di terra, limacce e piccoli rettili.

### Riproduzione
Generalmente, i fagiani argentati raggiungono la maturità sessuale nel corso del loro secondo anno. Tuttavia, non è raro che alcuni individui di un anno siano già fertili. Il maschio è poligamo. Durante il periodo di riproduzione, i fagiani rimangono in piccoli gruppi composti da un maschio e da 2 a 5 femmine. All'interno di ciascun gruppo, il maschio occupa una posizione dominante. Le dimensioni della covata variano da 6 a 15 uova. Il periodo di incubazione non supera i 27 giorni. Quando le femmine covano, il maschio rimane nei dintorni e veglia su di esse.

## Distribuzione ed habitat
Il fagiano argentato è originario della penisola indocinese e delle regioni orientali e meridionali della Cina, ma è stato introdotto con successo alle Hawaii e in altre località degli Stati Uniti continentali. Frequenta luoghi molto vari, come praterie, boschetti di bambù o foreste di montagna di latifoglie situate tra 600 e 2000 metri.

## Tassonomia
Ne esistono ben quindici sottospecie:
- L. n. omeiensis Cheng, Chang e Tang, 1964, originaria delle regioni centrali e meridionali del Sichuan (Cina centro-meridionale);
- L. n. rongjiangensis Tan e Wu, 1981, endemica delle regioni sud-orientali del Guizhou (Cina centro-meridionale);
- L. n. nycthemera (Linnaeus, 1758), diffusa nel Guangxi e nel Guangdong (Cina meridionale), oltre che nelle regioni nord-orientali del Vietnam;
- L. n. fokiensis Delacour, 1948, endemica delle regioni nord-orientali del Fujian (Cina sud-orientale);
- L. n. whiteheadi (Ogilvie-Grant, 1899), endemica dell'isola di Hainan (Cina meridionale);
- L. n. occidentalis Delacour, 1948, diffusa nelle regioni nord-occidentali dello Yunnan (Cina sud-occidentale) e in quelle nord-orientali della Birmania;
- L. n. rufipes (Oates, 1898), diffusa nelle regioni sud-occidentali dello Yunnan (Cina sud-occidentale) e in quelle centro-settentrionali della Birmania;
- L. n. jonesi (Oates, 1903), diffusa nella fascia di territorio compresa tra la Birmania occidentale, la Cina meridionale e la Thailandia settentrionale;
- L. n. ripponi (Sharpe, 1902), endemica delle regioni centro-orientali della Birmania;
- L. n. beaulieui Delacour, 1948, diffusa nelle regioni sud-occidentali dello Yunnan sud-occidentale (Cina centro-meridionale), nel Laos settentrionale e nel Vietnam nord-occidentale;
- L. n. berliozi (Delacour e Jabouille, 1928), endemica delle regioni centro-settentrionali del Vietnam;
- L. n. beli (Oustalet, 1898), endemica delle regioni centro-occidentali del Vietnam;
- L. n. annamensis (Ogilvie-Grant, 1906), endemica delle regioni centro-meridionali del Vietnam;
- L. n. lewisi (Delacour & Jabouille, 1928), diffusa nelle regioni sud-occidentali della Cambogia e in quelle sud-orientali della Thailandia;
- L. n. engelbachi Delacour, 1948, endemica delle regioni meridionali del Laos.